# غوردانا جوران
غوردانا جوران (ولدت في 1 مايو 1971 هي لاعبة كرة طائرة كرواتية متقاعدة . كانت تلعب في المنتخب الوطني الكرواتي للسيدات للكرة الطائرة .
تنافست مع المنتخب الوطني الكرواتي في الألعاب الأولمبية الصيفية لعام 2000 في سيدني، أستراليا، وحصلت على المركز السابع. 

## روابط خارجية
- غوردانا جوران على موقع عالم الكرة الطائرة (الإنجليزية)
- غوردانا جوران على موقع أوليمبيديا (الإنجليزية)